# Demetri el Sirià
Demetri el Sirià (grec antic: Δημήτριος, llatí: Demetrius) fou un retòric grec originari de Síria que va exercir retòrica a Atenes. Ciceró va ser alumne seu cap al 79 aC, durant la seva estada a la ciutat.